# Louisianas flagga
Louisianas flagga antogs den 22 november 2010. Flaggan visar en pelikan som matar sina ungar med sitt eget blod. Under pelikanen finns en banderoll med texten "Union Justice Confidence".
Pelikanen har varit en symbol för Louisiana sedan 1800-talet, och ett av statens smeknamn är "Pelikan-staten". Bilden är hämtad från Louisianas sigill.